# مها عثمان
مها عثمان ممثلة وعارضة أزياء مصرية.

## مسيرتها
بدايتها كانت مع عروض الأزياء، ثم شاركت بالعديد من الإعلانات التجارية وأغاني الفيديو كليب، واقتحمت مجال التمثيل بالصدفة من خلال عضويتها بنادي الروتاري  حيث تم ترشيحها للمشاركة بمسلسل (مؤسسة شهر العسل) عام 2003، ثم شاركت بالعام التالي في مسلسل (محمود المصري)، توالت بعدها أعمالها ما بين السينما والتلفزيون.

## قائمة أعمالها
مسلسل «مؤسسة شهر العسل» للمخرج أشرف سالم عام 2003
مسلسل «محمود المصري» للمخرج مجدي أبو عميرة عام 2004
مسلسل «أولاد الشوارع» للمخرج شيرين عادل عام 2006
مسلسل «من أطلق الرصاص على هند علام» للمخرج خالد بهجت عام 2007
مسلسل «عيون ورماد» للمخرج تيسير عبود عام 2007
مسلسل «أزهار» للمخرج محمد النقلي عام 2007
مسلسل «بعد الفراق» للمخرج شيرين عادل عام 2008
مسلسل «خاص جدا» للمخرجة غادة سليم عام 2009
فيلم «محترم إلا ربع» للمخرج محمد حمدي عام 2010
فيلم "الخروج "الخروج من القاهرة" للمخرج هشام عيسوي عام 2011
مسلسل «كان ياما كان: إكرام الميت ج1» للمخرج خالد بهجت عام 2013

## وصلات خارجية
- مها عثمان على موقع السينما
- مها عثمان على موقع البلاد برس
- مها عثمان على موقع iMDB